# マリオ・カサス
マリオ・カサス（Mario Casas Sierra, 1986年6月12日 - ）は、スペイン・ア・コルーニャ県ア・コルーニャ出身の俳優。テレビドラマ『Los hombres de Paco』や『El Barco』、映画『El camino de los ingleses』、『空の上3メートル』、『その愛を走れ』などの演技で知られている。

## 経歴
マリオ・カサスは1986年にガリシア地方のア・コルーニャ県ア・コルーニャに生まれた。カサス家は1994年にバルセロナに転居した。カサスは5人兄弟姉妹の長男であり、シェイラ（1987年生）、クリスティアン（1992年生）、オスカル（1998年生）、ダニエル（2014年生）がいる。クリスティアンとオスカルは俳優である。サッカークラブではデポルティーボ・ラ・コルーニャとFCバルセロナを応援している。幼い頃は警察官・消防士・サッカー選手などになるのが夢だったが、クリスティーナ・ロタの演劇学校で学んだことで俳優になることを決意し、17歳の時にマドリードに転居した。
まずはいくつかのコマーシャルに出演し、2005年にはテレビドラマ『Obsesión』に脇役として出演。その後はテレビドラマ『Motivos personales』、『Mujeres』にも出演した。2006年にはアントニオ・バンデラス監督の『El camino de los ingleses』で映画デビューし、国内メディアの注目を集めた。同年にはラ・セクスタのテレビドラマ『SMS』に出演。2007年から2010年に放送されたアンテナ3のコメディドラマ『Los hombres de Paco』では国外の視聴者にも存在を知らしめた。2009年には2つのヒット映画、『Fuga de cerebros』と『灼熱の肌』に出演し、前者ではアマイア・サラマンカの相手役、後者ではヨン・ゴンサーレスの親友役を務めた。この2作品は揃って公開初週の興行収入第1位を記録している。2010年にはパコ・カベサス監督の『Carne de neon』に出演。同年の最高興行収入記録を上げた『空の上3メートル』ではマリア・バルベルデの相手役を務めた。2012年には『Tengo ganas de ti』でバルベルデやクララ・ラゴと共演。
2011年から、カサスはブランカ・スアレスとともにアンテナ3のテレビドラマ『El Barco』に出演している。2012年に20ミヌートス紙が行った「セクシーな俳優」の調査では2位にランクインした。2012年にはアルベルト・ロドリゲス監督の『UNIT 7 ユニット7/麻薬取締第七班』に出演し、同じく2012年にはクララ・ラゴらとともに『その愛を走れ』に出演した。2013年には3本の映画に出演。1本目はシャム・マディラジュ監督の『ファイナル・ゲーム』であり、アメリカ人俳優のジェシカ・ロウンズ、ジェームズ・レマー、サン・カン、ディエゴ・ボネータなどと共演した。2013年後半にはマルセロ・ピニェイロ監督の『Ismael』に出演し、アレックス・デ・ラ・イグレシア監督の『スガラムルディの魔女』にウーゴ・シルバとともに出演した。マイケル・ラドフォード監督の『La mula』ではマラガ・スペイン映画祭で男優賞を受賞している。2013年末から2014年初頭にはバンデラスらとともに、コピアポ鉱山落盤事故を主題とする英語作品『チリ33人　希望の軌跡』を撮影した。2015年にはイグレシア監督のコメディ映画『グラン・ノーチェ!最高の大晦日』に出演し、フェルナンド・ゴンサレス・モリーナ監督のロマンティックドラマ『Palmeras en la Nieve』に出演した。

## フィルモグラフィー

### テレビドラマ
| 年        | 作品                   | 放送局       |
| --------- | ---------------------- | ------------ |
| 2021      | イノセント（TVドラマ） | Netflix      |
| 2011–2013 | El barco               | アンテナ3    |
| 2007–2010 | Los hombres de Paco    | アンテナ3    |
| 2006–2007 | SMS                    | ラ・セクスタ |
| 2006      | Mujeres                | ラ2          |
| 2005–2006 | Obsesión               | TVE          |
| 2005      | Motivos personales     | テレシンコ   |

### 長編映画
| 年   | 原題                       | 邦題                                     | 監督                                        |
| ---- | -------------------------- | ---------------------------------------- | ------------------------------------------- |
| 2023 | Bird Box Barcelona         | バード・ボックス バルセロナ              | アレックス・パストール ダビ・パストール     |
| 2020 | Hogar                      | その住人たちは                           | アレックス・パストール ダビ・パストール     |
| 2017 | El bar                     | クローズド・バル 街角の狙撃手と8人の標的 | アレックス・デ・ラ・イグレシア              |
| 2016 | Contratiempo               | インビジブル・ゲスト 悪魔の証明          | オリオル・パウロ                            |
| 2015 | Toro                       | ザ・レイジ 果てしなき怒り                | キケ・マイーリュ                            |
| 2015 | Palmeras en la Nieve       | ヤシの木に降る雪                         | フェルナンド・ゴンサレス・モリーナ          |
| 2015 | Mi Gran Noche              | グラン・ノーチェ!最高の大晦日            | アレックス・デ・ラ・イグレシア              |
| 2015 | Los 33                     | チリ33人 希望の軌跡                      | パトリシア・リッヘン                        |
| 2014 | Eden                       | ファイナル・ゲーム                       | シャム・マディラジュ                        |
| 2013 | La mula                    |                                          | マイケル・ラドフォード                      |
| 2013 | Ismael                     |                                          | マルセロ・ピニェイロ                        |
| 2013 | Las brujas de Zugarramurdi | スガラムルディの魔女                     | アレックス・デ・ラ・イグレシア              |
| 2012 | Tengo ganas de ti          | その愛を走れ                             | フェルナンド・ゴンサレス・モリーナ          |
| 2012 | Grupo 7                    | UNIT 7 ユニット7/麻薬取締第七班          | アルベルト・ロドリゲス                      |
| 2010 | Carne de neon              |                                          | パコ・カベサス                              |
| 2010 | Tres metros sobre el cielo | 空の上3メートル                          | フェルナンド・ゴンサレス・モリーナ          |
| 2009 | Mentiras y gordas          | 灼熱の肌                                 | アルフォンソ・アルバセーテ ダビド・メンケス |
| 2009 | Fuga de cerebros           |                                          | フェルナンド・ゴンサレス・モリーナ          |
| 2006 | El camino de los ingleses  |                                          | アントニオ・バンデラス                      |

### 短編映画
| 年   | 作品                 | 監督                                     |
| ---- | -------------------- | ---------------------------------------- |
| 2014 | A Lonely Sun Story   | フアンナ・スアレス エンリケ・F・グズマン |
| 2010 | Dinero fácil         | カルロス・モンテーロ                     |
| 2010 | La wikipeli 2: Miedo | ジャウマ・バラゲロ                       |
| 2009 | Paco                 | ホルヘ・ロエラス                         |
| 2007 | Sintonia diario Pop  | ギリェルモ・ミエサ                       |

## 受賞とノミネート
フェロス賞
| 年度 | 部門       | 作品                          | 結果       |
| ---- | ---------- | ----------------------------- | ---------- |
| 2016 | 助演男優賞 | グラン・ノーチェ!最高の大晦日 | 受賞       |
| 2014 | 助演男優賞 | スガラムルディの魔女          | 受賞       |
| 2014 | 主演男優賞 | La mula                       | ノミネート |

 フォトグラマス・デ・プラータ
| 年度 | 部門         | 作品                            | 結果       |
| ---- | ------------ | ------------------------------- | ---------- |
| 2016 | 映画男優賞   | Palmeras en la nieve            | 受賞       |
| 2014 | 映画男優賞   | スガラムルディの魔女            | ノミネート |
| 2013 | 映画男優賞   | UNIT 7 ユニット7/麻薬取締第七班 | 受賞       |
| 2012 | テレビ男優賞 | The Boat                        | ノミネート |
| 2011 | 映画男優賞   | 空の上3メートル                 | ノミネート |

 スペイン映画批評家協会賞
| 年度 | 部門       | 作品                          | 結果       |
| ---- | ---------- | ----------------------------- | ---------- |
| 2016 | 新人男優賞 | グラン・ノーチェ!最高の大晦日 | ノミネート |
| 2014 | 新人男優賞 | La mula                       | ノミネート |

 スペイン俳優組合賞
| 年度 | 部門       | 作品                | 結果       |
| ---- | ---------- | ------------------- | ---------- |
| 2011 | 新人男優賞 | Los hombres de Paco | ノミネート |

 マラガ・スペイン映画祭
| 年度 | 部門   | 作品    | 結果 |
| ---- | ------ | ------- | ---- |
| 2013 | 男優賞 | La mula | 受賞 |

 ACE賞
| 年度 | 部門       | 作品            | 結果 |
| ---- | ---------- | --------------- | ---- |
| 2011 | 新人男優賞 | 空の上3メートル | 受賞 |

| 賞                                           | 年   | 部門                         | 作品                                      | 結果       |
| -------------------------------------------- | ---- | ---------------------------- | ----------------------------------------- | ---------- |
| アリカンテ映画祭                             | 2012 | アリカンテ映画賞             |                                           | ノミネート |
| ラテン・エンタメ批評家協会賞                 | 2011 | 新人男優賞                   | Tres metros sobre el cielo                | 受賞       |
| エニェ映画賞                                 | 2009 | 助演男優賞                   | Sex, Lies and Parties                     | 受賞       |
| EP3アワード                                  | 2009 | 新人男優賞                   | Sex, Lies and Parties                     | 受賞       |
| レスガイシネマッド・フェスティバル・アワード | 2009 | レスガイシネマッド・アワード | Sex, Lies and Parties                     | 受賞       |
| ミクロフォノ・デ・オロ賞                     | 2011 | テレビ男優賞                 | Los hombres de Paco The Boat              | 受賞       |
| モストレス国際短編映画祭                     | 2011 | 男優賞                       | Easy Money                                | ノミネート |
| マスト!アワード                              | 2010 | 男優賞                       | Los hombres de Paco Sex, Lies and Parties | ノミネート |
| ネオックス・ファン・アワード                 | 2012 | 映画男優賞                   | I Want You                                | 受賞       |
| スペイン映画新人賞                           | 2009 | 新人男優賞                   | Brain Drain Sex, Lies and Parties         | ノミネート |
| 上海賞                                       | 2009 | 映画男優賞                   | Sex, Lies and Parties                     | ノミネート |
| ヴィラ＝レアル国際短編映画祭                 | 2011 | 男優賞                       | Easy Money                                | 受賞       |
| サラゴサ映画祭                               | 2009 | 新人男優賞                   | Brain Drain Sex, Lies and Parties         | 受賞       |
| サラゴサ映画祭                               | 2010 | 新人男優賞                   | Tres metros sobre el cielo                | 受賞       |